# My Name Is Hallam Foe
Pour plus de détails, voir Fiche technique et Distribution.
My Name Is Hallam Foe (Hallam Foe) est un film britannique réalisé par David Mackenzie, sorti en 2008.

## Synopsis
La vie du jeune Hallam Foe, 17 ans, ne le satisfait pas. Les disputes avec son père et sa belle-mère Verity, s'enchaînent. Le quotidien au cœur de la campagne écossaise l'ennuie. Et surtout la disparition de sa mère l'a rendu inconsolable. Alors ce solitaire s'intéresse à la vie des autres, forcément plus exaltante et commence à espionner son voisinage. Jusqu'au jour où, après une fugue à Édimbourg, il rencontre une jeune fille qui ressemble étrangement à sa mère,,.

## Fiche technique
- Titre original : Hallam Foe
- Titre américain : Mister Foe
- Titre français : My Name Is Hallam Foe
- Réalisation : David Mackenzie
- Distribution :  Pretty Pictures
- Budget : 3 800 000 £ (estimation)
- Pays d'origine :  Royaume-Uni
- Langue : anglais
- Format : Couleurs (Technicolor) - 2,35 : 1
- Genre : Drame, Romance.
- Durée : 95 min
- Dates de sortie :
  - 16 février 2007 au festival de Berlin en  Allemagne
  - 20 mai 2007 au festival de Cannes, 8 juillet 2008 en salle en  France

## Distribution

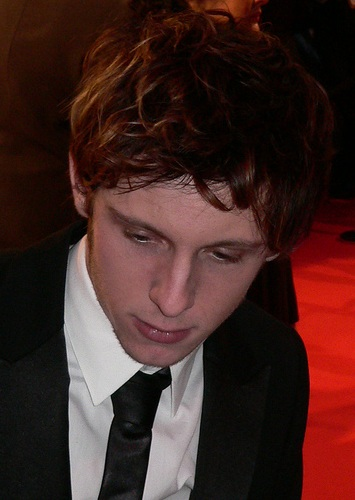
Jamie Bell aux BAFTA 2007, pour sa performance dans le film.

- Jamie Bell : Hallam Foe[3]
- Sophia Myles : Kate Breck[3]
- Ciarán Hinds : Julius Foe
- Claire Forlani : Verity Foe[3]
- Jamie Sives : Alasdair
- Maurice Roëves : Raymond
- Ewen Bremner: Andy

## Accueil

### Distinctions
Le film a remporté huit prix et a été nommé onze fois.
- Plusieurs nominations au BAFTA[4]  et le titre de la meilleure actrice pour Sophia Myles[5].
- Une nomination et deux prix dont l'Ours d'argent de la meilleure musique de film au Festival international du film de Berlin[6]
- Hitchcock d'Or au Festival du film britannique de Dinard 2007[7]

### Réception critique
Le film est noté à 75 % sur le Tomatomètre de Rotten Tomatoes. Il reçoit des critiques positives, par exemple du journal allemand Der Tagesspiegel, et d'autres plus mitigées, comme l'appréciation de Thomas Sotinel dans le quotidien Le Monde : « À la fois moralisateur et transgressif, invraisemblable et soucieux jusqu'à l'absurde de cohérence psychologique, My Name is Hallam Foe est un film bien trop chargé de notations et de rebondissements pour pouvoir tenir aussi vigoureusement l'attention que son réalisateur le voudrait ».